# Arcidiocesi di Milwaukee
L'arcidiocesi di Milwaukee (in latino Archidioecesis Milvauchiensis) è una sede metropolitana della Chiesa cattolica negli Stati Uniti d'America. Nel 2023 contava 509.903 battezzati su 2.367.407 abitanti. È retta dall'arcivescovo Jeffrey Scott Grob.

## Territorio
L'arcidiocesi comprende le seguenti contee dello stato del Wisconsin: Dodge, Fond du Lac, Kenosha, Milwaukee, Ozaukee, Racine, Sheboygan, Walworth, Washington e Waukesha
Sede arcivescovile è la città di Milwaukee, dove si trovano la cattedrale di San Giovanni Evangelista (Cathedral of St. John the Evangelist) e la basilica minore di San Giosafat (St. Josaphat's Basilica). A Hubertus si trova la Basilica minore di Maria Aiuto dei Cristiani (National-Shrine Basilica Our Lady of Mary, Help of Christians at Holy Hill).
Il territorio si estende su 12.323 km² ed è suddiviso in 189 parrocchie.

### Provincia ecclesiastica
La provincia ecclesiastica di Milwaukee, istituita nel 1875 comprende le seguenti suffraganee, tutte comprese nel Wisconsin:
- diocesi di Green Bay,
- diocesi di La Crosse,
- diocesi di Madison,
- diocesi di Superior.

## Storia
La diocesi di Milwaukee fu eretta il 28 novembre 1843 con il breve In suprema di papa Gregorio XVI, ricavandone il territorio dalla diocesi di Detroit (oggi arcidiocesi). Originariamente era suffraganea dell'arcidiocesi di Baltimora e comprendeva l'intero stato del Wisconsin.
Il 19 luglio 1850 entrò a far parte della provincia ecclesiastica dell'arcidiocesi di Saint Louis e cedette una porzione del suo territorio a vantaggio dell'erezione della diocesi di Saint Paul (oggi arcidiocesi di Saint Paul e Minneapolis).
Il 3 luglio 1868 cedette altre porzioni di territorio a vantaggio dell'erezione delle diocesi di Green Bay e di La Crosse.
Il 12 febbraio 1875 è stata elevata al rango di arcidiocesi metropolitana in forza del breve Quae nos sacri di papa Pio IX.
Il 22 dicembre 1945 ha ceduto un'ulteriore porzione di territorio a vantaggio dell'erezione della diocesi di Madison.
Il 4 gennaio 2011 l'arcidiocesi è stata costretta a dichiarare bancarotta a causa dei risarcimenti a vittime di preti pedofili.

## Cronotassi dei vescovi
Si omettono i periodi di sede vacante non superiori ai 2 anni o non storicamente accertati.
- John Martin Henni † (28 novembre 1843 - 7 settembre 1881 deceduto)
- Michael Heiss † (7 settembre 1881 succeduto - 26 marzo 1890 deceduto)
- Frederick Francis Xavier Katzer † (30 gennaio 1891 - 20 luglio 1903 deceduto)
- Sebastian Gebhard Messmer † (28 novembre 1903 - 4 agosto 1930 deceduto)
- Samuel Alphonsius Stritch † (26 agosto 1930 - 27 dicembre 1939 nominato arcivescovo di Chicago)
- Moses Elias Kiley † (1º gennaio 1940 - 15 aprile 1953 deceduto)
- Albert Gregory Meyer † (21 luglio 1953 - 19 settembre 1958 nominato arcivescovo di Chicago)
- William Edward Cousins † (18 dicembre 1958 - 17 settembre 1977 ritirato)
- Rembert George Weakland, O.S.B. † (20 settembre 1977 - 24 maggio 2002 ritirato)
- Timothy Michael Dolan (25 giugno 2002 - 23 febbraio 2009 nominato arcivescovo di New York)
- Jerome Edward Listecki (14 novembre 2009 - 4 novembre 2024 ritirato)
- Jeffrey Scott Grob, dal 4 novembre 2024

## Statistiche
L'arcidiocesi nel 2023 su una popolazione di 2.367.407 persone contava 509.903 battezzati, corrispondenti al 21,5% del totale.
| anno | popolazione | popolazione | popolazione | presbiteri | presbiteri | presbiteri | presbiteri                | diaconi | religiosi | religiosi | parrocchie |
| anno | battezzati  | totale      | %           | numero     | secolari   | regolari   | battezzati per presbitero | diaconi | uomini    | donne     | parrocchie |
| ---- | ----------- | ----------- | ----------- | ---------- | ---------- | ---------- | ------------------------- | ------- | --------- | --------- | ---------- |
| 1950 | 421.308     | 1.435.345   | 29,4        | 929        | 585        | 344        | 453                       |         | 462       | 4.182     | 262        |
| 1966 | 691.851     | 1.937.800   | 35,7        | 1.141      | 697        | 444        | 606                       |         | 521       | 4.621     | 291        |
| 1970 | 687.805     | 1.985.600   | 34,6        | 1.150      | 614        | 536        | 598                       |         | 773       | 3.855     | 264        |
| 1976 | 699.145     | 2.006.304   | 34,8        | 1.156      | 637        | 519        | 604                       | 31      | 960       | 3.929     | 265        |
| 1980 | 713.000     | 2.057.000   | 34,7        | 1.080      | 615        | 465        | 660                       | 89      | 736       | 3.673     | 266        |
| 1990 | 624.891     | 2.046.245   | 30,5        | 904        | 503        | 401        | 691                       | 134     | 523       | 2.771     | 287        |
| 1999 | 695.934     | 2.197.939   | 31,7        | 809        | 465        | 344        | 860                       | 171     | 81        | 3.670     | 254        |
| 2000 | 672.334     | 2.199.066   | 30,6        | 726        | 422        | 304        | 926                       | 173     | 474       | 2.847     | 250        |
| 2001 | 685.004     | 2.222.364   | 30,8        | 713        | 420        | 293        | 960                       | 164     | 462       | 2.764     | 236        |
| 2002 | 689.519     | 2.236.283   | 30,8        | 710        | 419        | 291        | 971                       | 176     | 517       | 2.683     | 227        |
| 2003 | 694.508     | 2.248.785   | 30,9        | 702        | 401        | 301        | 989                       | 180     | 456       | 2.601     | 224        |
| 2004 | 731.516     | 2.261.397   | 32,3        | 744        | 399        | 345        | 983                       | 152     | 493       | 2.290     | 219        |
| 2013 | 673.000     | 2.369.000   | 28,4        | 676        | 329        | 347        | 995                       | 186     | 610       | 1.047     | 204        |
| 2016 | 687.819     | 2.339.403   | 29,4        | 723        | 325        | 398        | 951                       | 168     | 679       | 861       | 199        |
| 2019 | 696.500     | 2.354.807   | 29,6        | 686        | 332        | 354        | 1.015                     | 177     | 593       | 1.173     | 193        |
| 2021 | 547.733     | 2.351.501   | 23,3        | 649        | 285        | 364        | 843                       | 174     | 650       | 2.115     | 191        |
| 2023 | 509.903     | 2.367.407   | 21,5        | 616        | 273        | 343        | 827                       | 184     | 447       | 2.109     | 189        |

## Istituti religiosi presenti in diocesi

### Istituti religiosi maschili
Nel 2013 contavano case in arcidiocesi i seguenti istituti religiosi maschili:
- Carmelitani scalzi
- Chierici regolari ministri degli infermi
- Compagnia di Gesù
- Congregazione elveto-americana dell'Ordine di San Benedetto
- Missionari di Nostra Signora di La Salette
- Ordine dei frati minori
- Ordine dei frati minori cappuccini

- Ordine dei frati minori conventuali
- Ordine di Sant'Agostino
- Pia società di San Francesco Saverio per le missioni estere
- Sacerdoti del Sacro Cuore di Gesù
- Società del Divin Salvatore
- Società dell'apostolato cattolico
- Società per le missioni estere degli Stati Uniti d'America

### Istituti religiosi femminili
Nel 2013 contavano case in arcidiocesi i seguenti istituti religiosi femminili:
- Cistercensi
- Eremite Carmelitane della Trinità
- Figlie della carità di San Vincenzo de' Paoli
- Missionarie serve dello Spirito Santo
- Suore carmelitane del Divin Cuore di Gesù
- Suore degli infermi di San Francesco
- Suore del Divin Salvatore
- Suore della carità di Nostra Signora, Madre della Chiesa
- Suore della carità di Santa Giovanna Antida Thouret
- Suore della misericordia delle Americhe
- Suore della Santissima Madre Addolorata
- Suore di San Domenico di Cracovia

- Suore di San Felice da Cantalice
- Suore di Sant'Agnese
- Suore di Santa Rita
- Suore domenicane della Congregazione del Santo Rosario
- Suore domenicane della Congregazione di Santa Caterina da Siena, di Kenosha
- Suore domenicane della Congregazione di Santa Caterina da Siena, di Racine
- Suore francescane della carità cristiana
- Suore francescane della penitenza e della carità
- Suore francescane di San Giuseppe
- Suore francescane figlie dei Sacri Cuori di Gesù e Maria
- Suore scolastiche di Nostra Signora
- Suore scolastiche di San Francesco

## Galleria d'immagini

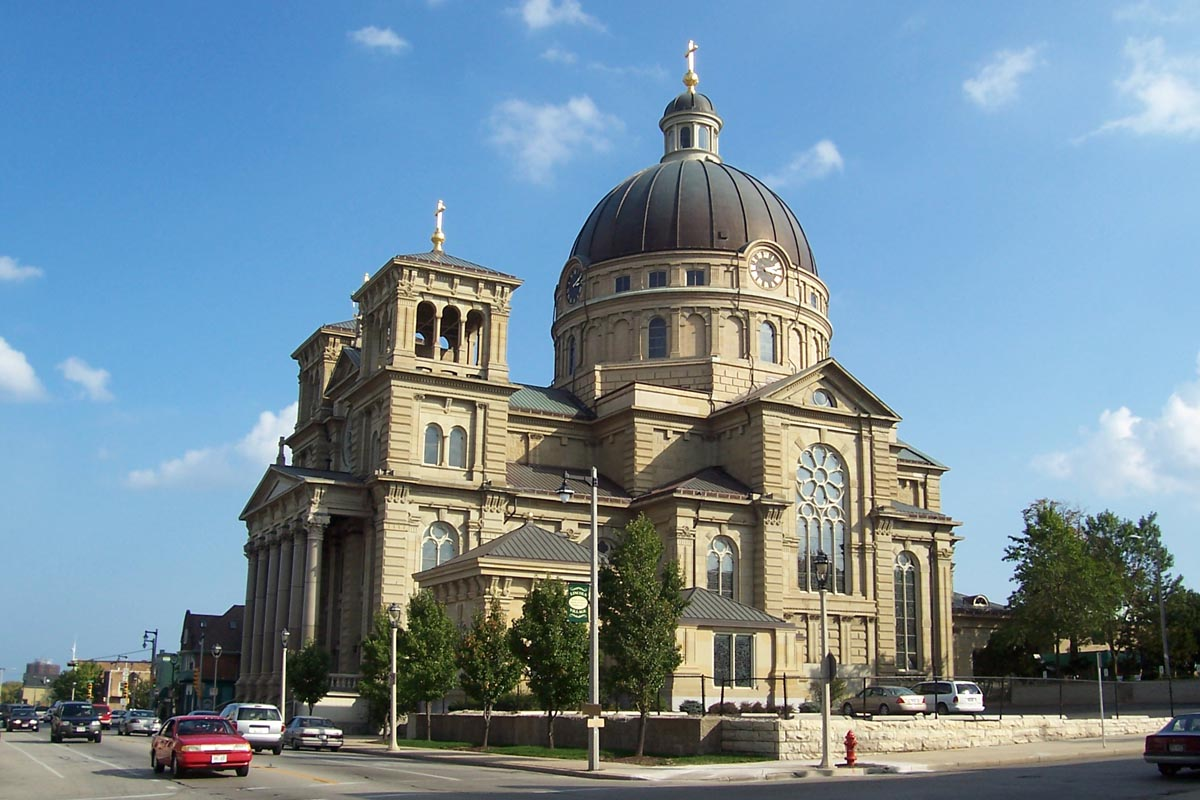
Basilica di San Giosafat, Milwaukee
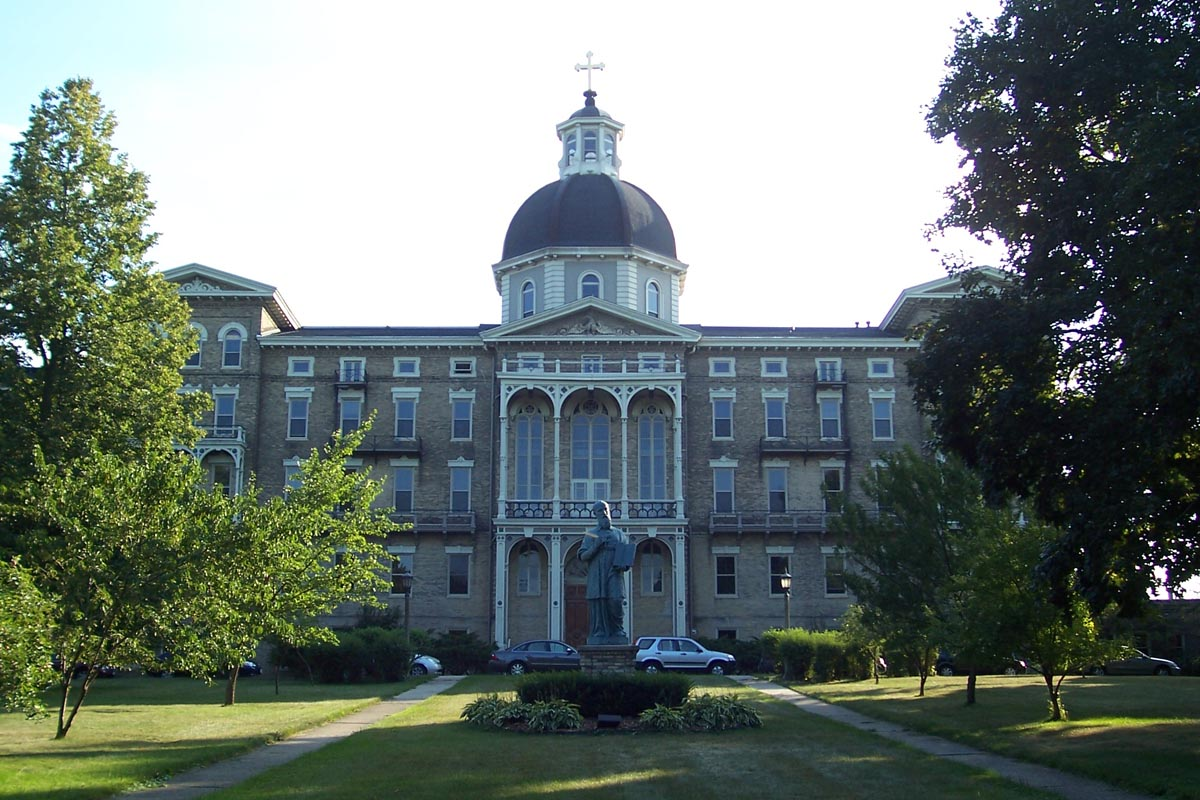
Il Saint Francis de Sales Seminary
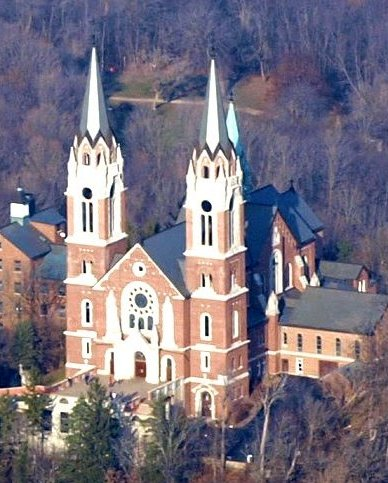
L'Holy Hill National Shrine of Mary, Help of Christians